# Cremastopus
Cremastopus là một chi thực vật có hoa trong họ Cucurbitaceae.

## Loài
Chi Cremastopus gồm các loài: